# Katedra w Cremie
Katedra w Cremie (wł.: Duomo di Crema) – kościół rzymskokatolicki w Cremie (Lombardia, Włochy) poświęcony Wniebowzięciu Najświętszej Maryi Panny. Katedra zlokalizowana jest w centrum miasta, przy placu Piazza Duomo, niedaleko Urzędu Miasta. Świątynia jest siedzibą diecezji Crema.

## Historia
Obecny kościół stoi na miejscu wcześniejszego, zniszczonego w roku 1160 w wyniku działań zbrojnych Fryderyka Rudobrodego. Rekonstrukcja rozpoczęła się w roku 1284 i zakończyła w 1341.

## Architektura

### Wygląd zewnętrzny
Fasada jest typowym przykładem gotyku Lombardii. Nad głównymi drzwiami znajdują się trzy posągi przedstawiające Madonnę z Dzieciątkiem, świętego Pantaleona oraz świętego Jana Chrzciciela. W centralnej części fasady znajduje się duże marmurowe okno rozetowe. Fasada zwieńczona jest marmurową loggią.
Do wschodniej części katedry przyłączona jest kampanila.

### Wygląd wewnętrzny
Wnętrze świątyni podzielone jest na trzy nawy.